# グッリエルモ・フェッレーロ
グッリエルモ・フェッレーロ（グリエルモ・フェレーロ、Guglielmo Ferrero、1871年7月21日 - 1942年8月3日）は、イタリアの歴史学者、ジャーナリスト・編集者でもある。「ローマの偉大さと凋落（5巻組、1907年から1909年にかけ、英訳された後に出版された）」の著者。フェッレーロは自分の著作を古典的自由主義に捧げ、あらゆる種類の独裁制もしくは大きな政府（国民の生活を支配する政府）に反対した。

## 経歴
ナポリの近く、ポルティチに生まれる。ピサ、ボローニャ、トリノで法律を学ぶ。その後ほどなくしてジーナ・ロンブローゾと結婚する。妻の父親チェーザレ・ロンブローゾは、著名な犯罪学者であり精神科医でもあった。後にフェッレーロはチェーザレと共に、「女子犯罪者」、「売春婦」、「正常な女性」といった著作も出している。
1891年から1894年にかけ、フェッレーロはくまなくヨーロッパを旅して、1897年に「若きヨーロッパ」を著した。この著作はジェイムズ・ジョイスに大きな影響を与えた。
ローマ帝国の歴史を研究した後、フェッレーロは政治に関する小論文や小説に取り掛かり、1913年には「二つの世界の間に」、1925年には「耳が聞こえぬ者への演説」、1933年から1939年にかけて「二つの真実」を著している。1925年に、黒シャツ隊というファシストの統治下で自由主義的知識人がイタリアを追われた際には、フェッレーロは出国を拒否したため、自宅に軟禁されている。1929年、フェッレーロはジュネーヴの国際研究大学院で教授職に就く。フェッレーロの最後の著作群（「賭け－イタリアのボナパルト一家」、「ヨーロッパの再建」、「権力論」、「二つのフランス革命」）は、フランス革命とナポレオンに捧げられている。息子レオ・フェッレーロ（1903年生まれ）は将来を期待された作家だったが、1933年に自動車事故により亡くなった。1935年には、娘のニーナ・フェッレーロがユーゴスラヴィアの外交官ボグダン・ラディッツアと結婚している。
1908年には、フェッレーロは、アメリカ合衆国大統領セオドア・ルーズヴェルトからホワイトハウスに招かれている。その後、アメリカ国内の東北部で講義を行い、その内容が収集されて1909年に「ローマの歴史の特徴と出来事」と題して出版されている。なお、セオドア・ルーズヴェルトは「ローマの偉大さと凋落」を読了したということである。
1942年、スイス、ヴヴェイの近くのモン・ペルランで死去。

## 日本語訳
- 『権力論』伊手健一 訳、きこ（騎虎）書房、新版2001年
旧版は各・2冊組。竹内書店、1972年／小峰書店、1980年
- 『フランス革命論　1789年～1796年』伊手健一 訳、大学教育社、1977年
- 『古代ローマ一千年史』伊手健一 監訳、騎虎書房、1988年